# Mengupeh
Mengupeh is een bestuurslaag in het regentschap Tebo van de provincie Jambi, Indonesië. Mengupeh telt 3047 inwoners (volkstelling 2010).